# هوغو كاباييرو
هوغو كاباييرو (بالإسبانية: Hugo Caballero)‏ (14 نوفمبر 1974 في هندوراس - ) هو مدرب كرة قدم ولاعب كرة قدم هندوراسي في مركز حراسة المرمى. شارك مع منتخب هندوراس لكرة القدم. أما مع النوادي، فقد لعب مع نادي ماراثون ونادي موتاجوا ‏ ونادي ديبورتيفو أوليمبيا ونادي بيدا وAtlético Olanchano ‏ وDeportes Savio F.C. ‏.

## وصلات خارجية
- هوغو كاباييرو على موقع قاعدة بيانات كرة القدم.إي يو (الإنجليزية)
- هوغو كاباييرو على موقع ناشيونال فوتبول تيمز (الإنجليزية)